# Cinema, Aspirinas e Urubus
Cinema, Aspirinas e Urubus é um filme de estrada brasileiro de 2005, e o longa-metragem de estreia do diretor Marcelo Gomes. O roteiro é de Karim Aïnouz, Paulo Caldas e Marcelo Gomes, inspirado nos relatos de viagem de seu tio-avô, Ranulpho Gomes, que quando deixou o sertão da Paraíba ele conheceu um alemão que exibia filmes e vendia aspirinas pelo Brasil inteiro, depois veio a guerra e a fábrica da Bayer foi fechada. Foi rodado nas cidades de Patos, São Mamede (Vila de Picotes), Pocinhos e Cabaceiras, no sertão e cariri da Paraíba. Cinema, Aspirinas e Urubus foi indicado pelo MinC para concorrer a uma indicação de Melhor Filme em Língua Estrangeira na edição de 2007 do Oscar. Em novembro de 2015 o filme entrou na lista feita pela Associação Brasileira de Críticos de Cinema (Abraccine) dos 100 melhores filmes brasileiros de todos os tempos.
Na semana de sua estreia em Nova Iorque, o filme brasileiro recebeu uma crítica positiva do The New York Times. A resenha dizia que o filme é um exemplo de "como um pouco de imaginação e um cineasta de qualidade podem triunfar sobre a escassez de recursos". O crítico elogia a fotografia e o roteiro que "favorece o pensamento em vez da ação".

## Sinopse
A história se passa no sertão nordestino de 1942 e conta a história de Johann (Peter Ketnath), um alemão que para fugir da Segunda Guerra Mundial, veio trabalhar como vendedor de aspirinas nas cidades do interior do Nordeste. Dirigindo seu caminhão, ele conhece Ranulpho (João Miguel), um nordestino que está tentando chegar ao Rio de Janeiro e à procura de trabalho. Um encontro que vai mudar a vida de dois homens.
O Johann viaja pelos povoados do Nordeste do Brasil vendendo Aspirinas, tendo com estratégia de vendas a exibição de filmes promocionais para pessoas nos vilarejos. Num certo momento os planos e sonhos dos dois camaradas de estrada terão um novo rumo.
Cinema, Aspirinas e Urubus e á história de homens que foi influenciada pela declaração brasileira de guerra à Alemanha e os do governo brasileiro para o Nordeste: recrutamento dos nordestinos para ir para a Amazônia e a trabalhar como Soldados da Borracha.

## Elenco
- João Miguel  ... Ranulpho, antes do filme, Miguel passou quatro anos e meio protagonizando o espetáculo "Bispo" sobre o artista Arthur Bispo do Rosário. O cineasta Marcelo Gomes viu a atuação do ator na peça e o convidou para um teste.[13] João Miguel perguntou o porquê de ser selecionado e Marcelo Gomes disse: "por esse par de olhos, são esses olhos que eu preciso no meu filme".[7]
- Peter Ketnath ... Johann, o diretor Marcelo Gomes procurou atores em Berlim. Uma atriz brasileira que mora lá indicou Ketnath, "Ele me ligou e contou um pouquinho da história do filme. Eu gostei bastante, mesmo sendo um filme sem dinheiro. Eu senti a paixão dele para fazer aquele projeto".[14]
- Hermila Guedes ... Jovelina
- Osvaldo Mil ... Claudionor Assis
- Irandhir Santos ... Manoel
- Fabiana Pirro ... Adelina
- Verônica Cavalcanti ... Maria da Paz
- Daniela Câmera ... Neide
- Paula Francinete ... Lindalva

## Prêmios e indicações

### Festival de Cannes de 2005
- O filme participou da seleção oficial da Mostra Un Certain Regard (Um Certo Olhar) do Festival de Cannes 2005.[15] O famoso festival, conhecido como o maior evento de cinema do mundo, recebeu durante o período de 11 a 22 de maio, cerca de quatro mil jornalistas.
- A sessão oficial do filme aconteceu no dia 16 de maio, com a presença do Ministro da Cultura do Brasil, Gilberto Gil e do Secretário do Audiovisual, Orlando Senna.[16]
- O filme recebeu o "Prêmio da Educação Nacional", criado pelo Ministério da Educação Nacional, concedido pelo Ministério da Educação da França no Festival de Cannes, concorrendo com outras 1.600 produções internacionais,[1][3][17] que prevê a distribuição do filme, através de um DVD pedagógico, para aproximadamente um milhão de estudantes franceses. Este prêmio foi recebido pelos cineastas Gus Van Sant (Elephant, 2003) e Emir Kusturica (A Vida é um Milagre, 2004).
- O filme foi destaque das principais revistas de cinema, a exemplo de: The Hollywood Reporter, Variety e Screen International.[18]

### Festival Internacional do Rio de Janeiro
- Em sua primeira exibição do filme no Brasil, no Cine Odeon, o filme recebeu o "Prêmio Especial do Júri" e o prêmio de "Melhor Ator" (João Miguel).[15][19][20]

### Grande Prêmio do Cinema Brasileiro
- Melhor Filme - Venceu[21][22]
- Melhor Diretor (Marcelo Gomes) - Venceu[21][22]
- Melhor Direção de Fotografia (Mauro Pinheiro Jr.) - Venceu[21][22]
- Melhor Roteiro Original (Marcelo Gomes, Paulo Caldas e Karim Aïnouz. Inspirado no roteiro de viagem de Ranulpho Gomes - Cinema, aspirinas e urubus) - Venceu[21][22]
- Melhor Montagem (Karen Harley) - Venceu[21][22]
- Melhor Ator (João Miguel) - Indicado
- Melhor Atriz (Hermila Guedes) - Indicada

### 29ªMostra Internacional de Cinema de São Paulo2005
- Pela primeira vez na história da Mostra um filme brasileiro recebeu o prêmio máximo de "Melhor Filme" (Bandeira Paulista).[1]
- O ator João Miguel recebeu o prêmio de "Melhor Ator" e ainda o "Prêmio da Crítica".[1][15]

### AmazonasFilm Festival 2005
- Recebeu o "Prêmio Especial do Júri".[23]

### Festival deSanta Maria da Feira-Portugal2005
- Recebeu o prêmio de "Melhor Filme do Júri" e o de "Melhor Filme do Clube de Cinema".[24]

### Festival Internacional deMar del Plata-Argentina2006
- Foi considerado o "Melhor Filme Iberoamericano".[25][26][27]

### FestivalInternacional deGuadalajara-México2006
- Troféu de "Melhor Filme Iberoamericano" e "Melhor Ator".[28]

### Associação Paulista de Críticos de Arte (APCA) 2005
- Recebeu os prêmios de "Melhor Filme" e "Melhor Fotografia".[29]

### FestivalSESCMelhores do Ano
- Considerado o "Melhor Filme" pela crítica e pelo público; "Melhor Diretor", pela crítica e pelo público; e "Melhor Ator", pela crítica e pelo público.[30]

### Festival de Cinema deCuiabá2006
- Escolhido como "Melhor Filme", "Melhor Ator" e "Melhor Produção".

### Associação Brasileira de Cinematografia2006
- Recebeu o prêmio de "Melhor Fotografia" (Mauro Pinheiro Jr.).[31]

### Outros festivais
- Festival do Filme Europeu de Bruxelas – Bélgica - 2005
- Sarajevo Film Festival – Bósnia - 2005[32]
- Hamburgo Int’l Film Festival – Alemanha - 2005[32]
- Festival Int’l de Los Angeles – USA – 2005
- Pusan Int’l Film Festival – Coreia do Sul - 2005
- Festival do Novo Cinema Latino-Americano de Havana – Cuba - 2005
- Festival Int’l de Estocolmo – Suécia - 2005[32]
- Festival Int’l de Londres – Inglaterra[32]
- Haifa Int’l Film Festival – Israel – 2005
- Festival Int’l de Filmes de Ljubljana – Eslovênia – 2005
- Festival de Reunion Island 2005
- Festival Latino Americano de Taiwan 2005
- Festival Int’l de Filmes de Tromso – Noruega - 2006

### Convites especiais (participaçãohors concours)
- Ano Brasil-França – Presença e Passado do Cinema Brasileiro 2005
- Festival de San Sebastian – Espanha – 2005[32]
- Festivalç do Film de Sarlat 2005
- FENARTE – João Pessoa/PB - 2005
- Vitória/ES - Vitória Cine Vídeo - 2005
- Festival do Cinema Brasileiro de Belém 2005 – PA
- Rotterdam Film Festival – Países Baixos – 2006
- Festival de Toulouse – França - 2006[33]
- CURTA-SE – Exibição no Festival de Curtas de Aracaju/SE – 2006
- Exibição de Filmes e Mídia no MoMA – Museu de Arte Moderna] – Nova Iorque, USA